# 11274 Castillo-Rogez
11274 Castillo-Rogez eller 1988 SX2 är en asteroid i huvudbältet som upptäcktes den 16 september 1988 av den amerikanska astronomen Schelte J. Bus vid Cerro Tololo. Den är uppkallad efter astronomen Julie Castillo-Rogez.
Den tillhör asteroidgruppen Hilda.